# La odalisca morena
La odalisca o La odalisca morena es un cuadro de François Boucher pintado hacia 1745.

## Descripción
El cuadro representa a una joven semidesnuda tendida boca abajo entre telas y cojines, solo cubierta la parte superior por el camisón y con las piernas entreabiertas, en una pose marcadamente erótica. Las líneas principales convergen en las nalgas, ubicadas casi en el centro de la composición, lo que acentúa la sensualidad del conjunto.
El cuadro se basa en el pliegue: el pliegue de las nalgas, el pliegue del cuello, las dobleces en la ropa de cama, en la gran tela de terciopelo azul, el pliegue en la alfombra.
La firma del pintor está grabada sobre la mesa baja.
La actitud de la joven mujer es ambigua, entre molesta debido a la presencia del espectador voyeur a una invitación a unirse a ella.
Este tipo de obras atrevidas no eran mostradas en público originalmente, estaban destinadas a gabinetes privados lejos de miradas ajenas.

## Contexto
Boucher no duda en mostrar los encantos femeninos sin pudor ni artificios mitológicos o recursos bíblicos, como era más común. Los hermanos Goncourt apuntan que en el arte de Boucher las mujeres más que desnudas, parecen desnudadas. Dos modelos suelen repetirse en sus pinturas: una estilizada, fina y elegante, y otra más gruesa y vulgar pero siempre dentro de lo que los Goncourt describen como "vulgaridad elegante".

## Otras versiones
François Boucher pintó unos años más tarde (1751-1752) otras dos versiones parecidas, denominadas La odalisca rubia o Joven recostada:
- La conservada en la Antigua Pinacoteca de Múnich muestra una odalisca más joven, de cabellera rubia y en actitud un poco menos expuesta, sobre un diván. Representa a Marie-Louise O'Murphy, amante del rey Luis XV.
- Otra versión muy similar se encuentra en el Museo Wallraf-Richartz de Colonia. Aquí, el pebetero de la esquina inferior izquierda ha sido sustituido por un libro abierto, indicando que no se trata de una vulgar prostituta o una plebeya, sino de una dama instruida. El libro, en esta época dominada por la Ilustración, también puede verse como símbolo de la racionalidad y sensibilidad femenina, lo que aumenta su misterio.

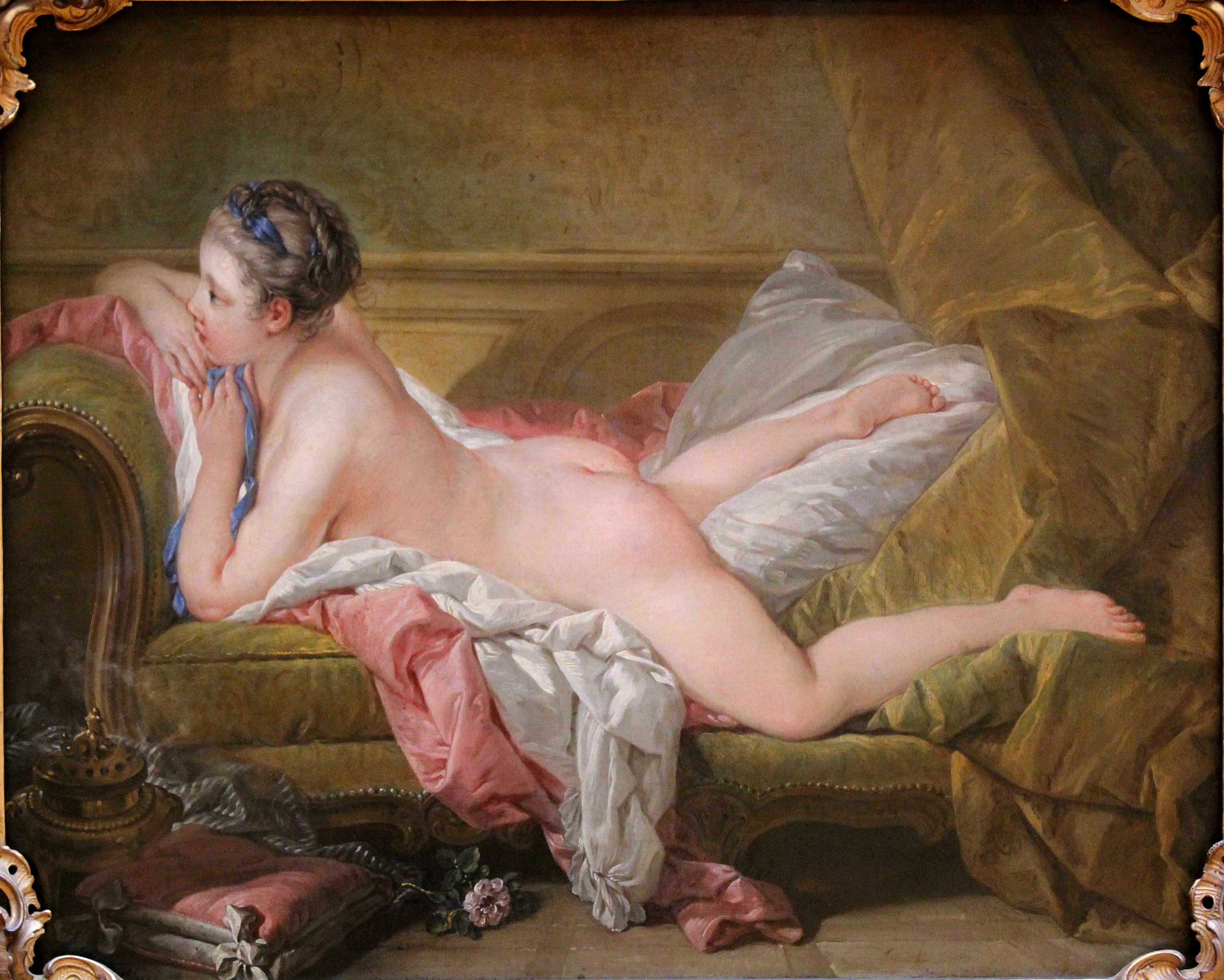
El cuadro de la Antigua Pinacoteca de Múnich.
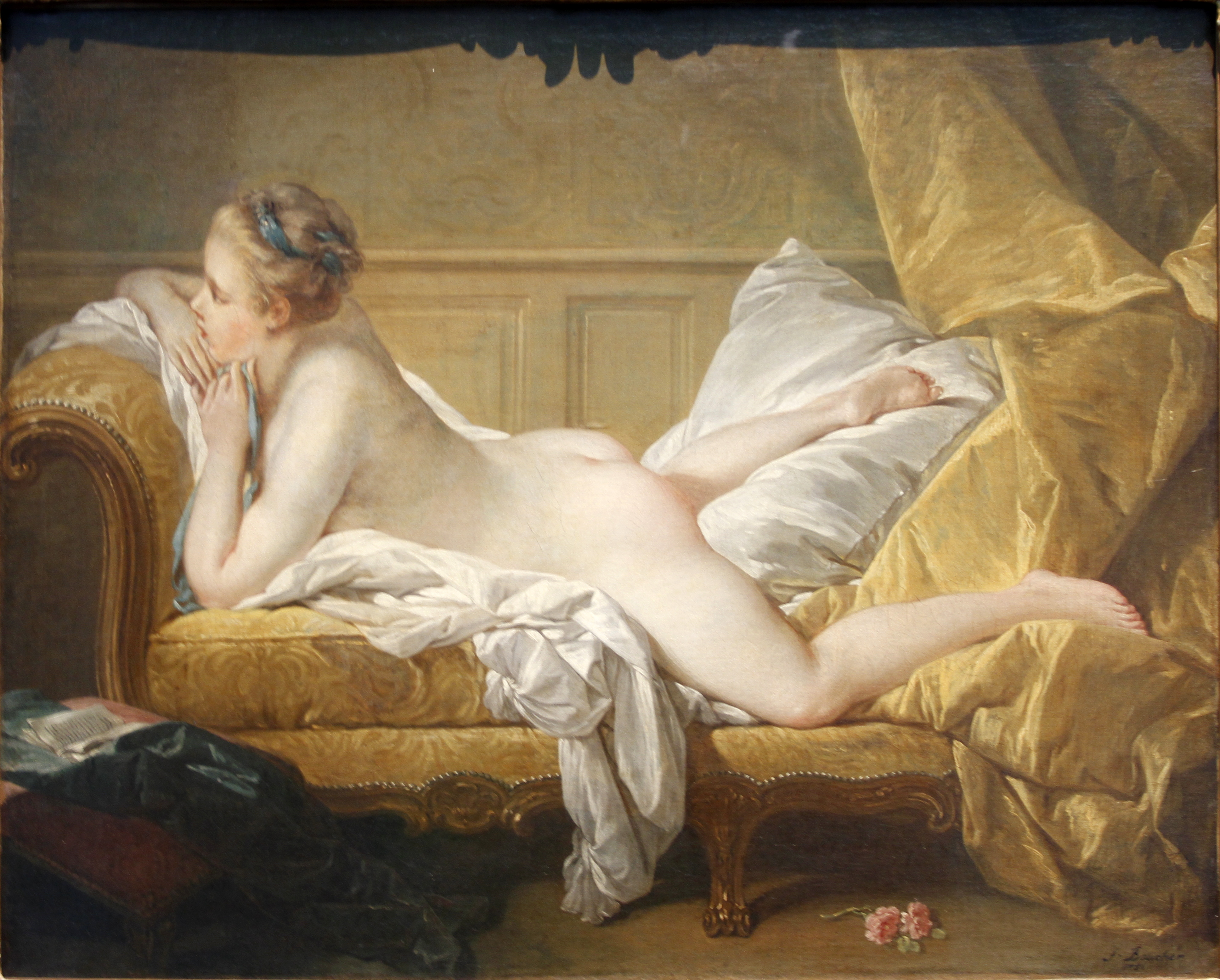
El cuadro del Museo de Colonia.